# 運動靴と赤い金魚
『運動靴と赤い金魚』(うんどうぐつとあかいきんぎょ、ペルシア語: بچه‌های آسمان、英語: Children of Heaven) は、1997年のイラン映画。モントリオール世界映画祭でグランプリを含む4部門を受賞、第71回アカデミー賞外国語映画賞ノミネート。

## あらすじ
イランの貧しい家で暮らす少年アリは、妹ザーラの靴を修理してもらった帰りにその靴を失くしてしまう。新たに靴を買う金もなく親に知られるのを恐れた彼は、失くしたことを親に告げぬようザーラに頼み、兄妹はアリの運動靴を2人で共有しなければならなくなった。朝はザーラが運動靴を履いて登校し、昼はアリがサンダルで学校の近くまで行き、下校途中のザーラと互いの靴を交換して学校へ行く毎日。そんなある日、ザーラは学校で自分の靴を履いた下級生を見つける。

## 登場人物
アリ
演 - ミル＝ファロク・ハシェミアン、日本語吹替 - くまいもとこ
9歳の男の子。妹と日常的に小競り合いをしているが、基本的には妹思いな性格。まだまだ親が怖い年頃で妹の靴を失くしたことを親に言えないでいる。勉強はそれなりに得意なようで教科は不明だが、テストで満点を取っている。結構泣き虫で大人に怒られると泣いている。
ザーラ
演 - バハレ・セッデキ、日本語吹替 - 矢島晶子
アリの妹。自身のお気に入りの赤い靴をアリが失くしてしまいショックを受ける。また学校で自身の赤い靴に似た靴を履いた女の子を見つけて気になる。アリがテストで満点を取った時のご褒美のペンをもらって大事に使う。
アリの父
演 - アミル・ナージ、日本語吹替 - 斎藤志郎
妻想いで優しい性格。知り合いとはよく喋るが人見知りらしく初めての人には上手く話せない。仕事はしているが稼ぎが少なく、後日生活の足しに庭師のバイトを始める。
アリの母
演 - フェレシュテ・サラバンディ
腰痛の持病を抱えながら家事や赤ん坊の世話をしている。家賃滞納や八百屋の代金をツケにするなど貧しい生活に気を揉む。同じく貧しい隣の老夫婦に優しく接しているが、大家には強い態度で対応する。
アリの教師
演 - ダリウシュ・モクタリ、日本語吹替 - 後藤敦
あごヒゲを蓄えている優しい先生。アリに対して「成績優秀でいい子」と評している。
アリの学校の教頭
生活指導のようなことをしており規律に厳しい人物。毎日授業が始まる頃に長いものさしを持って学校の入口に立ち遅刻した生徒がいないかチェックする。
ザーラの学校に通う女の子
ザーラより年下。ザーラが持っていた赤い靴を履いている。母親と目が不自由な父と暮らしている。
大きな家に住むおじいさん
家族構成は不明だが、孫と住んでいる。庭師の仕事を始めたアリの父に庭の手入れや虫がつかないように木の消毒を依頼する。孫は遊び相手がおらずアリの父が仕事中アリと遊ぶ。
移動式リサイクル業のおじさん
他人から集めた物を手押し車に乗せて、他人と物々交換をしながら町を回っている。儲けがあるのかは謎。アリが持っていた修理したばかりの靴をリサイクル品だと思って持って行ってしまう。

## スタッフ
- 監督・脚本：マジッド・マジディ
- 製作：アミール・エスファンディアリ、モハマド・エスファンディアリ
- 音楽：ケイヴァン・ジャハーンシャヒー
- 撮影：パービス・マレクサデー
- 編集：ハッサン・ハッサンドスト